# Technique du jeu en psychanalyse
 (août 2023).
C'est Mélanie Klein qui apportera la contribution la plus significative à la psychanalyse des enfants en développant la technique du jeu. Cette dernière, telle que définie par M. Klein avait des particularités intangibles (permanence du cadre), mais elle a été ensuite développée dans plusieurs directions par des psychothérapeutes et des psychanalystes d'enfants qui en ont élargi et assoupli les percepts.

## Selon Mélanie Klein
Il faut noter que cette technique a mis plusieurs années à se construire. Dans un premier temps, Melanie Klein parlait aux enfants en traitement comme l'avait par exemple fait le père du Petit Hans dans sa cure supervisée par Freud. Elle répondait à leurs questions mais rapidement, elle se rendit compte qu'ainsi elle n'avait en général accès qu'à du matériel psychique conscient et que pour accéder à des contenus inconscients, elle devait utiliser une autre moyen. C'est ainsi qu'elle commença à introduire quelques jouets puis qu'elle mit au point la technique telle qu'elle la conservera par la suite. Sur une table basse, dans une pièce qui sert à mes analyses, se trouve une quantité de petits jouets en bois, très simples,bonshommes et bonnes femmes, charrettes, autos, trains, animaux, cubes et maison ainsi que du papier, des crayons et des ciseaux. même un enfant généralement inhibé au jeu touchera à ces jouets ou leur accordera tout au moins un regard furtif . Durant toute la durée du traitement, l'enfant conservait un ensemble de jouets qui lui étaient propres dans un casier réservé. Pour Klein, les réactions de l'enfant à la mise en situation de jeu, le jeu tel qu'il l'organisait avec les commentaires qu'il en faisait lui-même, réalisaient les conditions de la libre association de la cure pour adultes telles que Sigmund Freud l'avait codifiée. L'analyste ne devait en aucun cas diriger le jeu dans telle ou telle direction (choix des jouets, incitation diverses, etc.) et c'est notamment en cela qu'elle divergeait des théories d'Anna Freud qui prônait une approche plus pédagogique que cette dernière pensait plus adaptée aux enfants de plus ou moins bas âge. La différence essentielle réside dans le fait que plutôt que de "parler à propos" de certaines choses comme dans la cure d'adultes, là et avec l'enfant il s'agit de "faire quelque chose" avec lui pour enclencher une séquence : jeu-interprétation-réaction.